# Dmitri Bjakov
Dmitri Nikolajevitsj Bjakov (9 april 1978) is een Kazachs voetballer die als middenvelder speelt bij FC Astana en bij het Kazachs voetbalelftal.

## Carrière
Hij begon met voetballen in 1998 bij Kairat Almaty in Kazachstan. Sindsdien speelde hij voor zes andere clubs. In 2001 ging hij naar zijn eerste buitenlandse club, het Russische Anzji Machatsjkala maar daar speelde hij geen één keer. Later in 2001 ging hij terug naar Kairat Almaty. Hij speelt ook voor het Kazachs voetbalelftal. In de kwalificatie voor het EK 2008 scoorde hij tot heden vijf goals en was daarmee topscorer van de Kazachen, maar zijn landgenoot Roeslan Baltiev kwam ook in de buurt.
| seizoen     | club                | land       | competitie               | wed. | goals |
| ----------- | ------------------- | ---------- | ------------------------ | ---- | ----- |
| 1998/99     | Kairat Almaty       | Kazachstan | Super League             | 15   | 3     |
| 1999/00     | Kairat Almaty       | Kazachstan | Super League             | 26   | 2     |
| 2000/01     | Kairat Almaty       | Kazachstan | Super League             | 5    | 0     |
| 2001/02     | Anzji Machatsjkala  | Rusland    | Russische eerste divisie | 0    | 0     |
| 2001/02     | Kairat Almaty       | Kazachstan | Super League             | 18   | 3     |
| 2002/03     | Kairat Almaty       | Kazachstan | Super League             | 27   | 11    |
| 2003/04     | FC Aktobe           | Kazachstan | Super League             | 0    | 0     |
| 2004/05     | FC Aktobe           | Kazachstan | Super League             | 0    | 0     |
| 2005/06     | Shakhtyor Karaganda | Kazachstan | Super League             | 19   | 2     |
| 2006/07     | FC Astana           | Kazachstan | Super League             | 21   | 7     |
| 2007/08     | FC Almaty           | Kazachstan | Super League             | 19   | 2     |
| 2008/09     | FC Astana           | Kazachstan | Super League             |      |       |
| Bijgewerkt: | 19-10-2007          |            | Totaal                   | 150  | 30    |